# Théodore Roussel

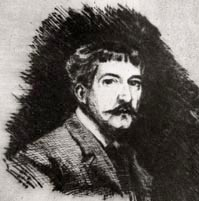
Théodore Roussel, Selbstporträt, 1901, Kaltnadelradierung

Théodore Casimir Roussel (* 23. März 1847 in Lorient, Bretagne, Frankreich; † 23. April 1926 in Hastings (St. Leonards-on-Sea), East Sussex, England) war ein französisch-britischer Maler und Grafiker. Er war bekannt für seine Aquarelle, Pastelle, Ölgemälde und Radierungen, in denen er seine Porträts, Landschaftsmalerei und Genremotive ausführte.

## Leben und Werk
Théodore Roussel (in Großbritannien Theodore Roussel) kam erst 1872 zur Malerei, nachdem er seinen Militärdienst nach dem Deutsch-Französischen Krieg beendet hatte. Er war als Maler Autodidakt und schulte sich durch Selbststudium. Frühe Arbeiten, die Szenen aus dem täglichen, modernen Leben zeigten, malte er im altmeisterlichen Stil. Er siedelte 1878 nach London über, heiratete 1880 die Engländerin Frances Amelia Smithson Bull und lernte 1885 den berühmten Maler James McNeill Whistler kennen, mit dem ihn anschließend eine lebenslange persönliche und künstlerische Freundschaft verband.

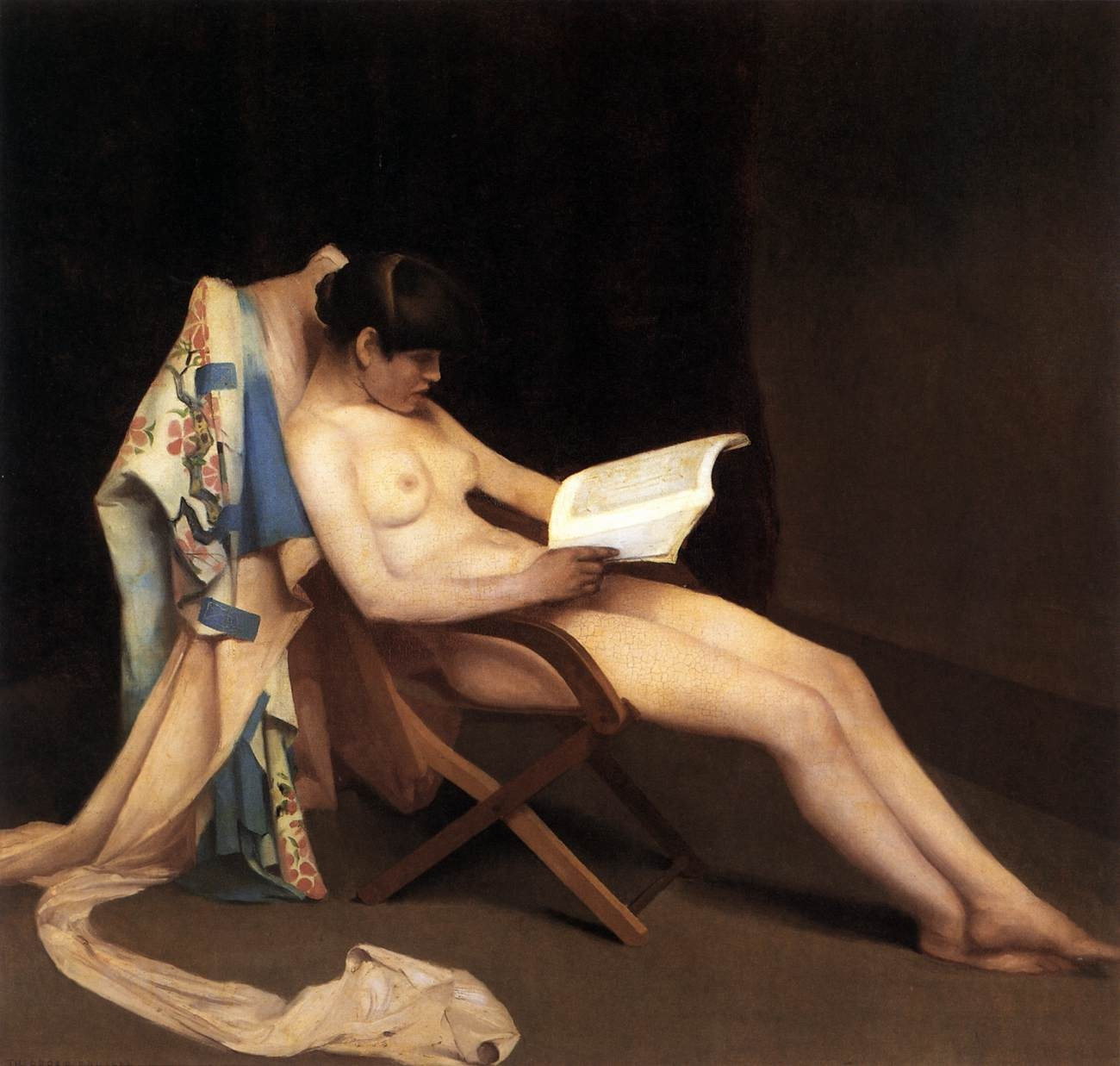
Théodore Roussel, The Reading Girl (Lesendes Mädchen), 1886/1887. Öl auf Leinwand, 152,4 × 161,3 cm. Schenkung Mrs. Walter Herriot im Gedenken an den Künstler, 1927, Tate Gallery, London

1887 nahm Roussel mit einem Aufsehen erregenden Bild an einer Ausstellung des 1885 gegründeten sezessionistischen New English Art Club teil: In The Reading Girl (Lesendes Mädchen) (1886/1887, Öl auf Leinwand, 152,4 × 161,3 cm), zeigte der Künstler in Lebensgröße ein auf einem Klappstuhl platziertes Mädchen vor dunklem Hintergrund, eine Zeitung lesend. „Es ist die Lektüre einer intellektuellen, modernen Frau, die trotz der Nacktheit nicht sexuell verfügbar ist.“ Das Gemälde, das gegen die konservative, akademische Bildauffassung sprach, wurde in der Öffentlichkeit angefeindet. Die Londoner Wochenzeitung The Spectator schrieb: „[…] Es ist dies Realismus von der übelsten Art: das Auge des Künstlers sieht nur das vulgäre Äußere seines Modells und bildet es stumpf und roh ab.“ Es verhalf dem Künstler jedoch sofort zu großer Bekanntheit und war, nach Ansicht des Malers Sir William Orpen, das beste Aktgemälde seiner Zeit.
Für das Gemälde Lesendes Mädchen saß Roussel die junge Harriet (Hetty) Pettigrew (1867–1953) Modell. Sie und ihre Schwestern Rose und Lily waren gefragte und gut bezahlte Modelle der Maler James McNeill Whistler, William Holman Hunt, John Everett Millais und anderen. Hetty wurde die Geliebte des verheirateten Roussel, aus der Beziehung ging ein Kind hervor. Nach dem Tod seiner Ehefrau legalisierte er nicht die Verbindung mit Hetty Pettigrew, sondern heiratete Arthur Melvilles Witwe Ethel.
Doch war Roussel keineswegs nur an spektakulären Themen interessiert. Ende der 1880er Jahre zog er in den Londoner Stadtteil Chelsea, wo er das Belfield House am Parson’s Green gekauft hatte. In Chelsea war ein neues Künstlerquartier entstanden und aus dessen Nähe zur Themse bezog er nun viele seiner Motive (Blue Thames, End of a Summer Afternoon, Chelsea, 1888, Öl auf Leinwand, 84 × 121 cm). Ab 1888 lernte er von Whistler die Technik der Ätz- und Kaltnadelradierung kennen und entdeckte damit ein Medium, das er durch viele Experimente bis zur Perfektion weitertrieb. Roussel gilt als einer der Pioniere der Farbradierung in Großbritannien. Er nahm häufig an den Ausstellungen der Royal Society of British Artists (nur unter dem Vorsitz von Whistler), des New English Art Club und der Royal Scottish Academy teil. 1908 wurde er Gründungsmitglied des britischen Künstlerverbandes Allied Artists' Association (AAA).
Gelegentlich sind Werke des Künstlers im Auktionshandel anzutreffen.

## Werke in öffentlichen Sammlungen
- Brighton Art Gallery: Gray and silver flowers in a vase
- Museum and Art Gallery, Hastings (Sussex): Parkland in Summer
- Tate Britain, London: The Reading Girl (Lesendes Mädchen), 1886/1887
- Government Art Collection, London: Rochester Harbour, a September afternoon